# 丁根
丁根是德国石勒苏益格－荷尔斯泰因州的一个市镇。总面积7.02平方公里，总人口662人，其中男性329人，女性333人（2011年12月31日），人口密度94人/平方公里。